# ひまわり8号

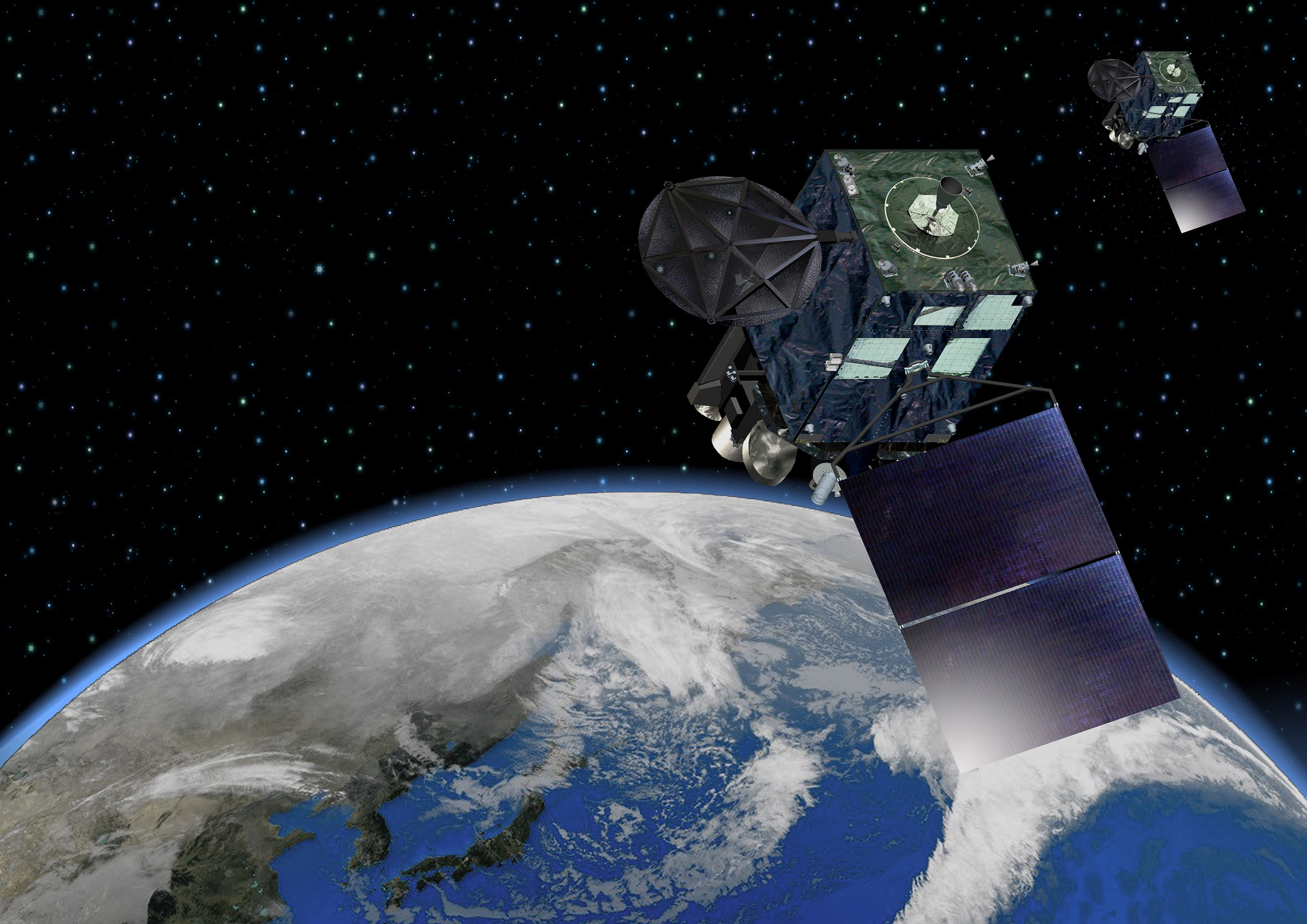
ひまわり8・9号のイラスト画像（気象庁提供）

ひまわり8号は、気象庁 (JMA) が開発、三菱電機が製造し、三菱重工業、宇宙航空研究開発機構 (JAXA) が打ち上げた、静止気象衛星である。これまでのひまわりに比べて観測バンド数が大幅に増えたため『静止地球環境観測衛星』とも呼ばれる。運用時期以外はすべてひまわり9号と同じ。

## 打ち上げ
H-IIAロケット25号機によって日本時間2014年（平成26年）10月7日14時16分00秒に種子島宇宙センターから打ち上げられ、14時43分57秒に衛星の分離に成功、同月16日19時00分に静止軌道への投入が確認された。

## 目的
日本及び東アジア・西太平洋域内の各国における天気予報、台風・集中豪雨、気候変動などの監視・予測、船舶や航空機の運航の安全確保、地球環境の監視を目的としている。

## 運用計画
運輸多目的衛星ひまわり7号 (MTSAT-2) の後継衛星として、軌道上で機能の確認試験を実施した後、2015年（平成27年）夏の運用開始が予定された。同設計のひまわり9号と合わせ、衛星製作費用約340億円、打上げ費用約210億円を見込んでいる。
衛星本体の機能確認試験、地上側を含むシステム全体の連続運用試験等の準備が順次進められ、2015年5月27日、気象庁より同年7月7日（七夕）11時（JST）から正式運用を開始することが発表され、予定通り2015年7月7日11時（JST）から正式運用が開始された。2022年6月23日に、同年12月13日にひまわり9号と交代する予定であることが発表された。2022年12月13日にひまわり9号と交代した。
2024年11月11日、ひまわり9号がセンサ温度異常で正常に画像配信できない障害を受けて、バックアップとして待機運用状態から起動させる措置をとった。

### 運用
ひまわり8号から経費節減のため衛星の管制（制御）業務を民間事業者に委託するPFI方式が導入され、管制業務は特別目的会社の気象衛星ひまわり運用事業（HOPE）が行っている。

### イメージャーによる観測
可視赤外放射計 (AHI: Advanced Himawari Imager) は、可視域3バンド、近赤外域3バンド、赤外域10バンドの計16バンドのセンサーを持ち、ひまわり6号・7号の可視1バンド、赤外4バンドの計5バンドを大きく上回る。可視域の3バンド（赤：0.64 µm、緑：0.51 µm、青：0.47 µm）を合成することで「カラー画像」が作成可能で、（雲と区別できるため）黄砂や噴煙などの監視にも有用とされている。
静止衛星から見える範囲の観測に従来は約30分を要したが、ひまわり8号では10分毎の観測が可能となる。これと並行して、特定の領域を高頻度に観測することができ、日本周辺なら2.5分毎の観測が可能である。水平分解能も従来に比べて2倍に向上させている。一方、データ量はひまわり7号比で50倍となった。AHIのセンサーは、アメリカ合衆国のボーイングが開発に関わった、次期米国気象衛星（GOES-R(16)）用のABI（Advanced Baseline Imager）を一部日本向けに改良したものである。
これらの観測機能の大幅な強化によって、台風や集中豪雨をもたらす雲等の移動・発達を詳細に把握でき、また火山灰やエアロゾルの分布も高精度に把握することができるようになるとしている。
2014年12月18日、静止気象衛星としては世界初となるカラー画像の撮影と送信に成功した。2015年4月16日、気象庁は前年12月の初公開以降の試験運用中に撮影した画像及び動画を公開した。台風、積乱雲、桜島の噴煙などが、ひまわり7号と比べて詳細に記録されており、性能が格段に向上されたことが確認できる。
| 波長帯 | 番号 | 略称 | 中心波長 (µm) | 赤道域 水平解像度 (km) | ひまわり7号 相当チャンネル | 想定用途                           |
| ------ | ---- | ---- | ------------- | ---------------------- | -------------------------- | ---------------------------------- |
| 可視   | 1    | V1   | 0.47063       | 1                      | -                          | 植生、エアロゾル、カラー画像（青） |
| 可視   | 2    | V2   | 0.51000       | 1                      | -                          | 植生、エアロゾル、カラー画像（緑） |
| 可視   | 3    | VS   | 0.63914       | 0.5                    | VIS                        | 植生、下層雲・霧、カラー画像（赤） |
| 近赤外 | 4    | N1   | 0.85670       | 1                      | -                          | 植生、エアロゾル                   |
| 近赤外 | 5    | N2   | 1.6101        | 2                      | -                          | 雲相判別                           |
| 近赤外 | 6    | N3   | 2.2568        | 2                      | -                          | 雲粒有効半径                       |
| 赤外   | 7    | I4   | 3.8853        | 2                      | IR4                        | 下層雲・霧、自然火災               |
| 赤外   | 8    | WV   | 6.2429        | 2                      | IR3                        | 上層水蒸気量                       |
| 赤外   | 9    | W2   | 6.9410        | 2                      | -                          | 上中層水蒸気量                     |
| 赤外   | 10   | W3   | 7.3467        | 2                      | -                          | 中層水蒸気量                       |
| 赤外   | 11   | MI   | 8.5926        | 2                      | -                          | 雲相判別、SO2                      |
| 赤外   | 12   | O3   | 9.6372        | 2                      | -                          | オゾン全量                         |
| 赤外   | 13   | IR   | 10.4073       | 2                      | IR1                        | 雲画像、雲頂情報                   |
| 赤外   | 14   | L2   | 11.2395       | 2                      | -                          | 雲画像、海面水温                   |
| 赤外   | 15   | I2   | 12.3806       | 2                      | IR2                        | 雲画像、海面水温                   |
| 赤外   | 16   | CO   | 13.2807       | 2                      | -                          | 雲頂高度                           |

### 画像配信
以前ひまわり6号が行っていた、高速情報伝送 (HRIT) 及び低速情報伝送（LRIT）の受信局（MDUS及びSDUS）向けの衛星画像直接配信サービスは、2015年12月に終了し、衛星画像を通信衛星から配信するサービス（HimawariCast）を2015年1月から開始した。通信衛星は、サービス開始時はJCSAT-2A（JCSAT-8）を使用し、2016年7月からはJCSAT-2B（JCSAT-14）を使用している。

### 通信系
従来、送受信のための地上設備は埼玉県鳩山町にある気象衛星通信所1か所のみだったが、非常時の代替施設となる副局を、台風などによる悪天候に見舞われにくい北海道江別市に初めて設置した。また、衛星運用指示回数はこれまで原則1日1回だったが2.5分間隔で最大1日576回と即応性が強化された。

## 衛星の諸元
気象庁より公表されている情報を総合すると、次のような諸元の衛星となる。
| 要素       | 詳細                                                            |
| ---------- | --------------------------------------------------------------- |
| 主製造業者 | 三菱電機                                                        |
| 衛星バス   | DS2000                                                          |
| 姿勢制御   | 3軸姿勢制御（スタートラッカー）                                 |
| 寿命       | 本体 15年 観測 8年                                              |
| 衛星質量   | 打ち上げ時 3.5t 末期 1.3t                                       |
| 観測センサ | AHI (Advanced Himawari Imager) 16チャンネル 宇宙環境観測 (SEDA) |
| 観測頻度   | 全球観測 10分 日本付近 2.5分 機動観測域 2.5分                   |
| 静止位置   | 東経140度付近                                                   |
| 画像配信   | 商用通信衛星による配信                                          |

### 太陽自動回避機能
春分期と秋分期の真夜中ごろには太陽・地球・ひまわり8号の順で一直線上に並ぶことになるが、この状態で地球を観測すると可視赤外放射計に直射光が当たってしまうため、センサを保護する目的で自動的に一部の観測をスキップする『太陽自動回避機能』を備えている。スキップされた観測地点の画像は欠損したまま配信される。太陽光に比べ微弱ではあるが、月光の影響で画像品質が低下することもある。
また春分期と秋分期近くには可視赤外放射計に入射した太陽光が内部で反射・散乱し観測画像に帯状の光が映る『太陽迷光』が発生することがある。